# 小彗星蟲
小彗星蟲（學名：Encrinurella）是生存在奧陶紀海洋中的一屬三葉蟲，於1915年由Reed描述，其化石分布於中國等地。

## 物種
- Encrinurella insangensis Reed, 1906 異名 Pliomera insangensis

## 外部連結
- Encrinurella in the Paleobiology Database